# Salomon Sami
Salomon Sami, né le 21 octobre 1977 au Sénégal, est un joueur centrafricain de basket-ball. Il évolue au poste d'arrière (1,90 m).

## Carrière
- 1997-2000 :  ASVEL Villeurbanne (Pro A)
- 2000-2001 :  Hermine de Nantes (Pro B)
- 2001-2002 :  Étendard de Brest (Pro B)
- Sept à oct 2003 :  Rueil Pro Basket (Pro B)
- Sept à déc 2004 :  Rueil Pro Basket (Pro B)
- 2007- nov 2009 :  Gap Basket Hautes Alpes (Pré-nationale puis N3)

Il a disputé le championnat d'Afrique en 2001 avec l'équipe de République centrafricaine.

## Palmarès
- Finaliste du championnat de France en 1999 et 2000
- Champion Pré-national 2008 avec GAP

## Slam Nation
- Il faisait partie des premiers membres de la Slam Nation, une troupe de dunkers très spectaculaire, qui a fait des shows dans le monde entier, y compris en NBA. En place depuis une dizaine d'années, il y figurait aux côtés de Abdoul Bamba ou Kadour Ziani.

Grâce à ses qualités de dunker, il remporta également le concours de dunk du All-Star Game français en 2000 à Nancy.

## Passage à Gap
Il est arrivé dans la ville de Gap en 2007 où il s'est engagé avec l'équipe de basket-ball. Après un bon début de saison il se blessa en décembre, contre l'équipe des Golgoths d'Aix-en-Provence : rupture du ligament interne du genou. Après son opération et de nombreux mois de rééducation, il reprit l'entrainement fin aout. Il eut un début de championnat difficile dû à une longue période de remise en forme. Mais petit à petit il revient à son meilleur niveau en étant un des pionniers de la montée en nationale 3 cette année-là. Son début d'année en Nationale 3 (5e division française) fut bref : en effet il partit au bout de deux matchs.
Durant ses deux ans passés à Gap, il s'est occupé de nombreuses animations auprès des jeunes et des passionnés de basket. En décembre 2007, il organisa un grand match de gala avec Kadour Ziani, Guy Dupuy ainsi que la troupe game vidéo (streeter, freestyler en basket-ball). Ce show fut animé par Sonikem. La troupe game vidéo remporta le match contre l'équipe du Gap basket et on put voir les prouesses athlétique de Guy Dupuy rentrant un 360 rider. En 2008, il participa au Gap All Star Game où il fit un concours de dunks avec Steve Lobel, grand dunker participant plusieurs fois au concours de dunk à Bercy.

## Un basketteur mais pas seulement
Avant de commencer le basket, il s'initia à la dance hip hop qu'il développa en même temps que le basket-ball. Il fut d'ailleurs de nombreux shows à travers le monde avec la troupe de la slam nation.